# Gymnoclytia paulista
Gymnoclytia paulista är en tvåvingeart som beskrevs av Townsend 1929. Gymnoclytia paulista ingår i släktet Gymnoclytia och familjen parasitflugor. Inga underarter finns listade i Catalogue of Life.